# Viola hirtipes
Viola hirtipes là một loài thực vật có hoa trong họ Hoa tím. Loài này được S. Moore miêu tả khoa học đầu tiên năm 1879.